# Garai (Biscaye)
Pour les articles homonymes, voir Garai et Garay.
Garai en basque ou Garay en espagnol est une commune de Biscaye dans la communauté autonome du Pays basque en Espagne.
Le nom officiel de la ville est Garai.

## Toponymie
Le nom complet de l'elizate était San Miguel de Garay, bien que la municipalité qui est apparue de cette dernière ait appelé Garay tout simplement. Le nom du village peut avoir deux origines étymologiques différentes, d'une part peut être dû à la situation du village, qui est dans une zone importante qui domine la comarque du Durangaldea, puisque garai signifie haut ou la partie d'en haut en basque. Il peut aussi se rapporter raccards, qui sont typiques de cette zone de Biscaye et qui, en biscayen, le dialecte basque local, sont appelés garaixe. Ainsi San Miguel de Garay pourrait se traduire tant comme San Miguel du raccard, que San Miguel qui est en haut.
Le nom du village a été écrit traditionnellement Garay, mais selon les normes orthographiques modernes du basque (euskara) il s'écrit Garai. Dans les années 1990 la mairie change la dénomination officielle de Garay en Garai.

## Géographie

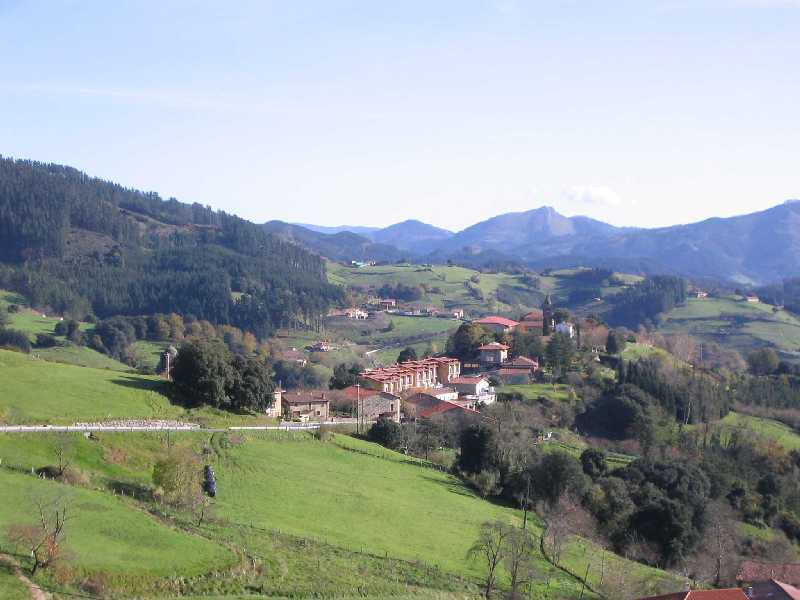
Vue générale de Garai.

Garai est situé dans les flancs de la montagne Oiz, dans la comarque du Durangaldea sur le territoire historique de Biscaye. Il a une extension de 7,06 km2 et une population qui n'atteint pas les 300 habitants (235 selon le recensement de 1981) qui se consacrent fondamentalement à l'exploitation du bois des forêts abondantes, à l'agriculture, au bétail.
La municipalité possède deux églises principales, qui dans le passé ont été des paroisses indépendantes, consacrées à l’archange Saint Michel et Saint Jean Baptiste, et plusieurs ermitages dispersés dans ses quartiers, parmi lesquels on trouve celui de Santa Catalina Virgen y Mártir construite par la maison de Duñaiturri et située dans le quartier du même nom, et celle de San Juan Bautista de Momoitio, dont le voisinage se trouve une nécropole très ancienne.
Comme dans la majorité des villages du Pays basque ont lieu des festivités à différentes époques de l'année. Les plus importantes sont celles qui ont lieu en l'honneur de Santiago (Jacques). Ces festivités ont un protagoniste spécial, le groupe de danse de la localité, célèbre par ses exécutions d'Ezpatadantza (danses avec épée), exécutée par ces dernières. Certaines de ces danses traditionnelles de ces festivités sont Gernikako Arbola Dantza (Danse de l'arbre de Guernica), Dantzari Dantza, et Agintariena (salutation aux autorités ou l'Ikurrin Dantza (Salut au drapeau, basque).
le chêne d'Etxeita est remarquable par son caractère exceptionnel, avec la ferme du même nom dans le quartier de Santa Catalina. C'est un arbre de dimensions et âge inhabituels sous lequel, on dit que l'on peut protéger un troupeau de plus de 300 brebis. Ce chêne fait partie du groupe d'arbres protégés par le Gouvernement Basque.
Dans cette zone de Biscaye, les constructions appelées raccard (garaidxe en dialecte local) comme celui mentionné et qui se trouvait dans la ferme Etxeita (actuellement détruit), une grande valeur et un intérêt pour les étudiants de la vie et l'architecture rurale. Le logement typique est la ferme isolée, le centre principal du village étant très petit.

### Quartiers
Les quartiers de Garai sont: Momoitio, Goierri et San Migel comme quartier principal (mairie, église).

## Histoire
L'origine de Garay, comme celui du reste des elizates se perd dans la nuit des temps, se rattachant avec la Lur Laua de Biscaye. La municipalité a appartenu à la mérindade de Durango dans les Juntes duquel il occupait le siège au nombre de 6. Sa population était divisée en quartiers et dans sa majorité consacrée aux activités agricoles propres du pays : récolte de maïs, de blé, de légumes, de légumes sec, de cerises et de récolte de pommes et de châtaignes dans les zones plus hautes.
À San Miguel de Garay il existe un lot constructible dont certains pensent qu'il était la propriété du conquistador Juan de Garay, gouverneur du Paraguay. Ce lieu s'appelait, au XIXe siècle Garay-Goitia durant l'année 1704 Garay disposait de trente-six feux, selon un comptage effectué dans toute la Biscaye/Bizkaia durant la dite année, décrétée par la Junte Général de la Seigneurie en date du 28 juin, afin de pouvoir faire les répartitions des frais généraux de la seigneurie.
Le 1er mai 1966 l'organisation terroriste ETA a mené à bien une de ses premières actions significatives quand un commando de cette organisation a occupé le village de Garay pendant quelques heures. L'occupation s'est limitée à couper le téléphone, d'effectuer plusieurs graffitis et placer l'Ikurriña (alors illégal) en lieu visible. Le commando a abandonné le village avant l'arrivée de la Garde civile (équivalent de la Gendarmerie en France.

## Démographie
| Évolution démographique entre 1991 et 2005 | Évolution démographique entre 1991 et 2005 | Évolution démographique entre 1991 et 2005 | Évolution démographique entre 1991 et 2005 | Évolution démographique entre 1991 et 2005 |
| 1991                                       | 1996                                       | 2001                                       | 2004                                       | 2005                                       |
| ------------------------------------------ | ------------------------------------------ | ------------------------------------------ | ------------------------------------------ | ------------------------------------------ |
| 256                                        | 244                                        | 252                                        | 285                                        | 283                                        |
| Source: Garay (es)                         |                                            |                                            |                                            |                                            |

## Drapeau et blason
On conserve un drapeau de 1886 qui était utilisé par le groupe de danse de l'elizate. En 1952 on a confectionné un nouveau drapeau sur ordre de la famille Zubiaurre qui l'a fait don au groupe de danse et c'est celui qui est utilisé dans les actes officiels de la mairie. Il y a aussi une bannière municipale égale au drapeau. Le drapeau de Garay est utilisé par d'autres groupes de danse du Pays basque.
Le drapeau est composé de carrés qui se divisent 8 triangles distribués comme suit: en commençant par la gauche dans le sens des aiguilles d'une montre, verte, mauve, blanche, verte, blanche, mauve, verte, blanche. Dans le centre, entre des motifs végétaux l'inscription Anteiglesia de Garay 1952.
Sur le blason figure la devise garaian altuan dago erria gordeago dont la traduction est "en hauteur le village est protégé".

## Personnalités liées à la commune
- Valentín Zubiaurre (1937-1914), compositeur.
- Pilar de Zubiaurre (1884-1970), intellectuelle basque exilée au Mexique durant le franquisme, est née à Gari. Sa dépouille y a été transférée après la dictature.

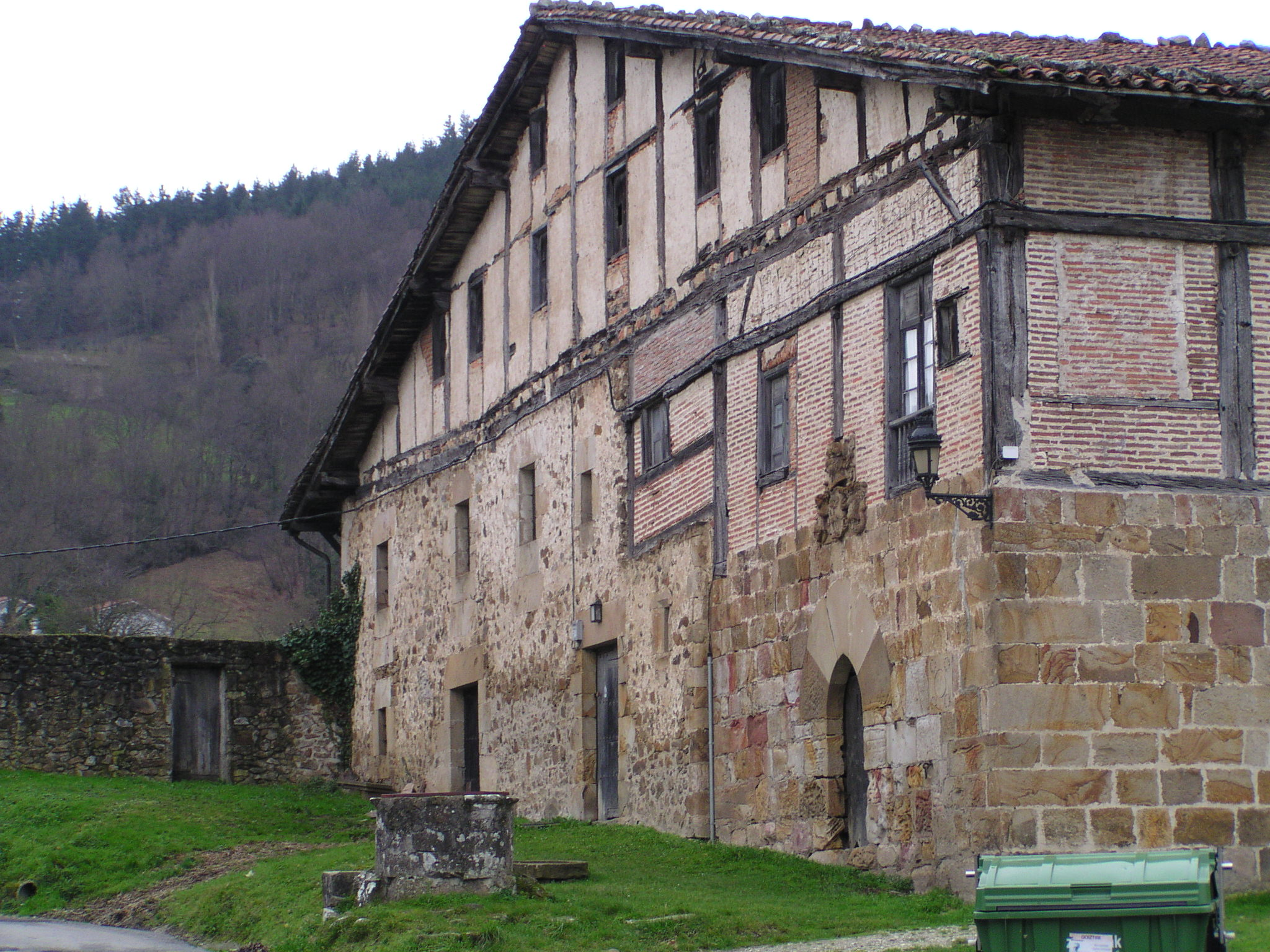
Vieux manoir (Jauregi signifie manoir en basque, mot dérivé de jaun, i.e. seigneur et egi, i.e. lieu) à Garai

### Sources
- (es)/(eu) Cet article est partiellement ou en totalité issu des articles intitulés en espagnol « Garay » (voir la liste des auteurs) et en basque « Garai » (voir la liste des auteurs).

- (ca) Cet article est partiellement ou en totalité issu de l’article de Wikipédia en catalan intitulé « Garai » (voir la liste des auteurs).